# William Ellis Metford

William Ellis Metford.

William Ellis Metford (04 de outubro de 1824 Sherborne, Dorset Inglaterra — 14 de outubro de 1899 (75 anos) Redland, Bristol, Inglaterra), foi um engenheiro britânico, mais conhecido por projetar o "estriamento Metford" usado nos fuzis de serviço Lee–Metford e Martini–Enfield no calibre .303  no final do século XIX.

## Biografia
Ele nasceu em 4 de outubro de 1824, filho mais velho de William Metford, um médico, de Flook House, Taunton, com sua esposa, Mary Eliza Anderdon. Ele foi educado na Sherborne School entre 1838 e 1841, e foi aprendiz de W. M. Peniston, engenheiro residente sob orientação de Isambard Kingdom Brunel, na "Bristol and Exeter Railway".
De 1846 a 1850, ele trabalhou na "Wilts, Somerset and Weymouth Railway". Depois de 1850, ele trabalhou para Thomas Evans Blackwell, em conexão com esquemas para desenvolver o tráfego de Bristol, e posteriormente atuou por um curto período de tempo sob o comando de Peniston como engenheiro na ferrovia Wycombe, residindo em Bourne End. Durante este período, ele projetou um teodolito aprimorado com uma plataforma móvel e um braço curvo sustentando o eixo de trânsito, e também inventou uma forma muito boa de nível.
Em março de 1856, Metford foi eleito associado da "Institution of Civil Engineers" e, no início de 1857, obteve um importante cargo na "East Indian Railway Company" sob o comando de (Sir) Alexander Rendel. Ele chegou a Munger em 18 de maio e descobriu que o motim acabara de eclodir. Com a ajuda do pessoal da ferrovia, teve um papel importante na organização da defesa da cidade. Seus esforços incessantes contribuíram amplamente para a segurança da guarnição, mas prejudicaram permanentemente sua saúde e, em um ano, ele se viu obrigado a abandonar seu posto e retornar à Inglaterra.
O interesse de Metford pelo tiro com rifle começou na infância, seu pai fundou um clube de rifle com um campo de tiro perto de Flook House, e ele deu atenção constante a isso nos intervalos de seus estudos de engenharia.
No final de 1852 ou no início de 1853, ele sugeriu uma bala de base oca para o mosquete Enfield, que se expandia sem um plug. Ele foi divulgado com a ajuda de Robert Taylor Pritchett, que recebeu £ 1,000, do governo, pela invenção em sua adoção pelo comitê de armas curtas. Em 1854, Metford investigou a perturbação do cano pelo choque da explosão, que afetava a linha de fuga da bala, dificuldade que havia levado a muitos mal-entendidos. Em 1857, o comitê de seleção encontrou sua forma de bala de rifle explosiva a melhor das que foram submetidas a eles, e em 1863 ela foi adotada pelo governo. Em março de 1869, entretanto, foi declarada obsoleta de acordo com a resolução da convenção de São Petersburgo contra o emprego de tais projéteis na guerra.
A principal distinção de Metford no progresso do rifle, entretanto, é que ele foi o pioneiro na substituição de ranhuras muito rasas e uma bala cilíndrica endurecida expandindo para dentro dela, por ranhuras profundas e balas de chumbo macio. Em 1865, seu primeiro rifle de precisão surgiu, tendo cinco sulcos rasos e disparando uma bala endurecida de desenho especial (patente nº 2.488).
Em 1870, ele embarcou seriamente na produção de um rifle de retrocarga, prestando a maior atenção a cada detalhe do cano e do cartucho. Em pouco tempo, seus primeiros fuzis experimentais de carregamento pela culatra apareceram, e em Wimbledon, em 1871, dois deles foram usados, um dos quais o principal prêmio para rifles militares de carregamento pela culatra foi ganho por Sir Henry St John Halford, 3º Baronete, a quem ele conheceu em 1862 na reunião de Wimbledon, e que doravante era seu amigo e assistente em seus experimentos. Desde 1877, o recorde do rifle Metford foi uma sucessão ininterrupta de triunfos. Entre essa data e 1894, ele falhou apenas quatro vezes para ganhar o prêmio do duque de Cambridge, enquanto levou uma parte preponderante de outros prêmios.
O avanço das armas leves militares no exterior e, principalmente, o aumento da rapidez de carregamento, motivou a nomeação de um comitê em fevereiro de 1883 para tratar da questão. Metford projetou para eles o detalhe do cano .42 para o rifle emitido provisoriamente para julgamento no início de 1887, e na adoção do rifle de carregador para o cartucho .303 British ele deu muita ajuda no desenho do cano, câmara e cartucho. Em 1888, o "war-office committee on small arms", selecionou como padrão para os britânicos, um rifle que combinava o cano Metford com o ferrolho e o carregador destacável inventado pelo inventor britânico James Paris Lee.
Em 1892, a saúde de Metford finalmente piorou e, daí em diante, ele foi impedido de trabalhar ativamente. Ele morreu em sua casa em Redland, Bristol, em 14 de outubro de 1899.

## Família
Por volta de 1856, ele se casou com Caroline Eliza Wallis, filha do Dr. George Wallis de Bristol.